# 近畿地方道路列表

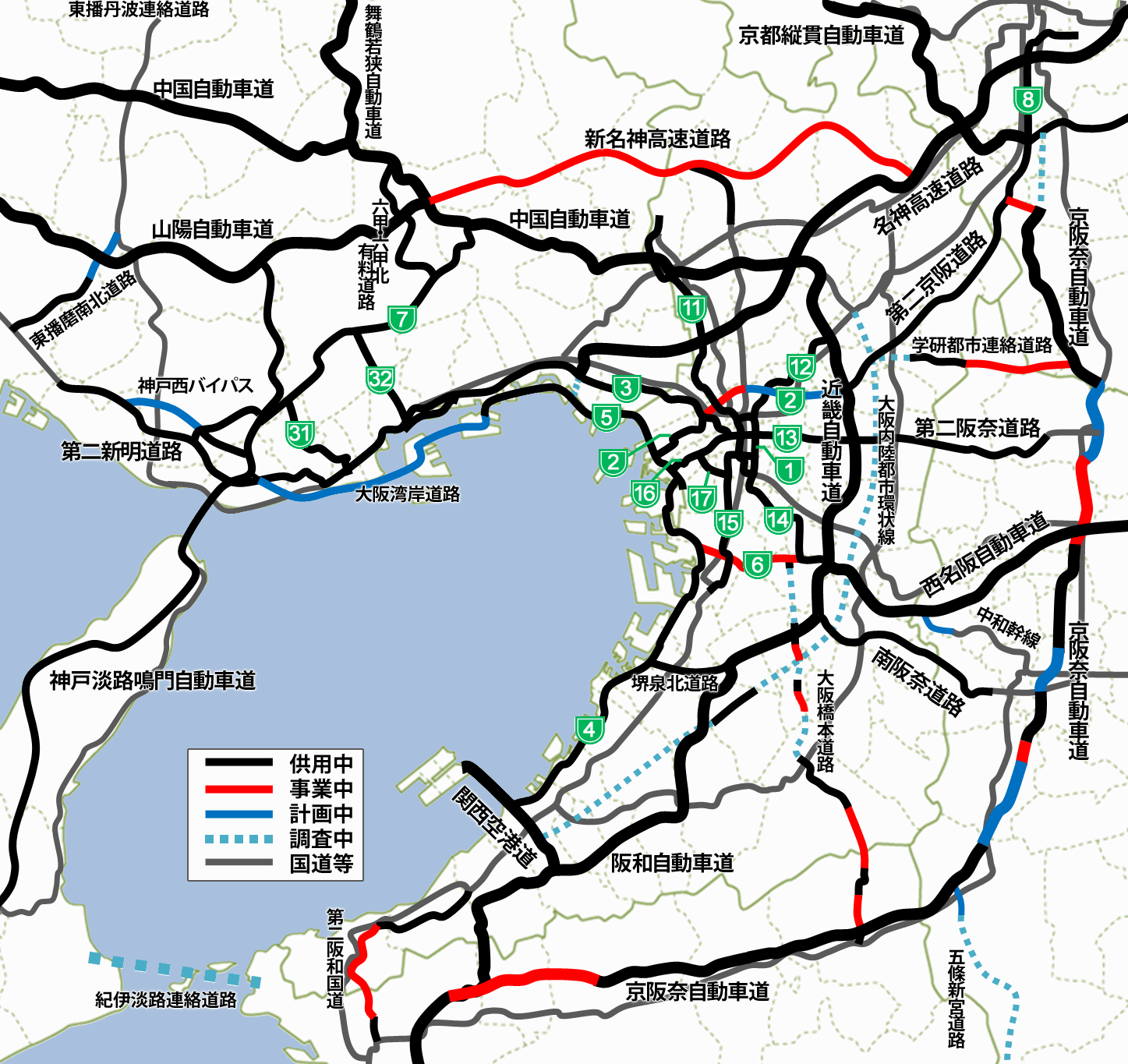
近畿地方主要道路圖

近畿地方道路列表是依區域列出近畿地方道路的列表。 

## 解說
- 「超廣域」是跨越其他地區的路線。
- 「廣域」是在同一地區內跨越多個行政區的路線。

## 超廣域
- E1名神高速道路（小牧~西宮）
- E1A伊勢灣岸自動車道（豐田東JCT~四日市JCT）
- E27舞鶴若狹自動車道（吉川JCT~敦賀）
- E2A中國自動車道（吹田JCT~下關）
- E2山陽自動車道（神戶JCT~下關）
- E29鳥取自動車道（佐用JCT~鳥取）
- E8北陸自動車道（新潟中央JCT~米原JCT）
- E28神戶淡路鳴門自動車道（神戶西~鳴門）
- E9山陰近畿自動車道（鳥取~宮津天橋立）
- 伊吹山汽車道（關原~米原）
- 國道1號（東京都中央區 - 大阪府大阪市）
- 國道2號（大阪府大阪市 - 福岡縣北九州市）
- 國道8號（新潟縣新潟市 - 京都府京都市）
- 國道9號（京都府京都市 - 山口縣下關市）
- 國道21號（岐阜縣瑞浪市 - 滋賀縣米原市）
- 國道23號（愛知縣豐橋市 - 三重縣伊勢市）（名四國道）
- 國道27號（福井縣敦賀市 - 京都府船井郡京丹波町）
- 國道28號（兵庫縣神戶市 - 德島縣德島市）
- 國道29號（兵庫縣姬路市 - 鳥取縣鳥取市）
- 國道42號（靜岡縣濱松市 - 和歌山縣和歌山市）
- 國道161號（福井縣敦賀市 - 滋賀縣大津市）
- 國道162號（京都府京都市 - 福井縣敦賀市）
- 國道178號（京都府舞鶴市 - 鳥取縣岩美郡岩美町）
- 國道179號（兵庫縣姬路市 - 鳥取縣東伯郡湯梨濱町）
- 國道250號（兵庫縣神戶市 - 岡山縣岡山市）
- 國道258號（岐阜縣大垣市 - 三重縣桑名市）
- 國道259號（三重縣鳥羽市 - 愛知縣豐橋市）
- 國道303號（岐阜縣岐阜市 - 福井縣三方上中郡若狹町）
- 國道365號（石川縣加賀市 - 三重縣四日市市）
- 國道367號（京都府京都市 - 福井縣三方上中郡若狹町）
- 國道369號（奈良縣奈良市 - 三重縣松阪市）
- 國道373號（兵庫縣赤穂市 - 鳥取縣鳥取市）
- 國道429號（岡山縣倉敷市 - 京都府福知山市）
- 國道436號（兵庫縣姬路市 - 香川縣高松市）
- 國道475號（愛知縣豐田市 - 三重縣四日市市）
- 國道482號（京都府宮津市 - 鳥取縣米子市）

## 廣域
- E1A新名神高速道路（四日市JCT~神戶JCT）
- E23東名阪自動車道（名古屋西JCT~伊勢關JCT）
- E25名阪國道（龜山~天理）
- E25西名阪自動車道（天理~松原JCT）
- 阪神高速道路
- E26/E42阪和自動車道（松原JCT~有田、禦坊~南紀田邊）
- 琵琶湖西縱貫道路（京都東~木之本）
- E24京奈和自動車道
- E88京滋繞道（瀬田東~大山崎JCT）
- 鈴鹿峠繞道
- 五條繞道
- E89第二京阪道路
- 枚方繞道
- 信貴生駒天際線
- 阪奈道路
- E92第二阪奈道路
- E91南阪奈道路
- 中和幹線
- 第二阪和國道
- 大阪橋本道路
- 五條新宮道路
- 國道24號（京都府京都市 - 和歌山縣和歌山市）
- 國道25號（三重縣四日市市 - 大阪府大阪市）
- 國道26號（大阪府大阪市 - 和歌山縣和歌山市）
- 國道43號（大阪府大阪市 - 兵庫縣神戶市）
- 國道163號（大阪府大阪市 - 三重縣津市）
- 國道165號（大阪府大阪市 - 三重縣津市）
- 國道166號（大阪府羽曳野市 - 三重縣松阪市）
- 國道168號（和歌山縣新宮市 - 大阪府枚方市）
- 國道169號（奈良縣奈良市 - 和歌山縣新宮市）
- 國道171號（京都府京都市 - 兵庫縣神戶市）
- 國道173號（大阪府池田市 - 京都府綾部市）
- 國道175號（兵庫縣明石市 - 京都府舞鶴市）
- 國道176號（京都府宮津市 - 大阪府大阪市）
- 國道306號（三重縣津市 - 滋賀縣彥根市）
- 國道307號（滋賀縣彥根市 - 大阪府枚方市）
- 國道308號（大阪府大阪市 - 奈良縣奈良市）
- 國道309號（三重縣熊野市 - 大阪府大阪市）
- 國道310號（大阪府堺市 - 奈良縣五條市）
- 國道311號（三重縣尾鷲市 - 和歌山縣西牟婁郡上富田町）
- 國道312號（京都府宮津市 - 兵庫縣姬路市）
- 國道369號（奈良縣奈良市 - 三重縣松阪市）
- 國道370號（和歌山縣海南市 - 奈良縣奈良市）
- 國道371號（大阪府河內長野市 - 和歌山縣東牟婁郡串本町）
- 國道372號（京都府龜岡市 - 兵庫縣姬路市）
- 國道421號（三重縣桑名市 - 滋賀縣近江八幡市）
- 國道422號（滋賀縣大津市 - 三重縣北牟婁郡紀北町）
- 國道423號（大阪府大阪市 - 京都府龜岡市）
- 國道425號（三重縣尾鷲市 - 和歌山縣禦坊市）
- 國道426號（兵庫縣豐岡市 - 京都府福知山市）
- 國道477號（三重縣四日市市 - 大阪府池田市）
- 國道480號（大阪府泉大津市 - 和歌山縣高野山 - 和歌山縣有田市）

## 三重縣

### 廣域
- E23伊勢自動車道（伊勢關~伊勢）
- E42紀勢自動車道（勢和多氣JCT~尾鷲北IC）
- E42熊野尾鷲道路（尾鷲南IC~熊野大泊IC）
- 國道167號（三重縣志摩市阿兒町 - 三重縣伊勢市）
- 國道260號（三重縣志摩市阿兒町 - 三重縣北牟婁郡紀北町）
- 國道368號（三重縣伊賀市 - 三重縣松阪市）

### 縣道
- 三重縣縣道列表

### 津市
- 近鐵道路（津市萬町 - 津市藤方）
- 鳳凰通（津市中央 - 津市津新港）

### 四日市市
- 國道164號（三重縣四日市港 - 三重縣四日市市諏訪町）

### 繞道
- 龜山繞道（國道1號・國道25號、龜山市）
- 關繞道（國道1號、龜山市）
- 中勢繞道（國道23號線、津市）
- 鬆阪多氣繞道（國道42號線、鬆阪市~多氣君多氣町）
- 紀寶繞道（國道42號、紀寶町）
- 南河路繞道（國道163號、津市）
- 長野峠繞道（國道163號、津市~伊賀市）
- 久居繞道（國道165號、津市高茶屋~津市久居中町）
- 上野名張繞道（國道368號、伊賀市~名張市）

## 滋賀縣

### 廣域
- 近江大橋
- 琵琶湖大橋
- 甲賀湖南道路
- 日野水口綠繞道

### 縣道
- 滋賀縣縣道列表

### 大津市
- 比叡山汽車道
- 途中隧道

## 京都府

### 廣域
- E9京都縱貫自動車道
- 國道478號（京都府宮津市 - 京都府久世郡久禦山町）

### 府道
- 京都府府道列表

### 京都市
- 京都高速道路（新十条通）
- 嵐山高雄公園道

### 舞鶴市
- 國道177號（京都府舞鶴港 - 京都府舞鶴市字魚屋）

## 大阪府

### 廣域
- E26近畿自動車道（松原JCT~吹田JCT）
- 新禦堂筋
- E90堺泉北道路
- 鳥飼仁和寺大橋
- 鳥飼大橋
- 國道170號（大阪府高槻市 - 大阪府泉佐野市）
- 國道479號（大阪府豐中市 - 大阪府大阪市住之江區）

### 府道
- 大阪府府道列表

### 大阪市
- 浪速大橋
- 菅原城北大橋
- 大阪港咲洲隧道
- 國道172號（大阪府大阪港 - 大阪府大阪市中央區）

### 箕面市
- 箕面收費道路

### 池田市
- 五月山汽車道

### 泉佐野市
- E71關西機場自動車道（泉佐野JCT~臨空JCT）
- 國道481號（大阪府關西國際機場 - 大阪府泉佐野市上之鄉）

## 兵庫縣

### 廣域
- 西神自動車道（垂水JCT・IC~三木JCT）
- E29播磨自動車道（播磨JCT~播磨新宮）
- E72北近畿豐岡自動車道
- E95播但連絡道路
- E93第二神明道路
- 神戶西繞道（E94第二神明北線）
- 加古川繞道
- 姬路繞道
- 太子龍野繞道
- 東播磨南北道路
- 明姬幹線
- 國道427號（兵庫縣明石市 - 兵庫縣朝來郡山東町）
- 國道428號（兵庫縣神戶市 - 兵庫縣三木市）
- 國道483號（兵庫縣豐岡市 - 兵庫縣氷上郡春日町）
- 蘆有汽車道
- 山手幹線（兵庫縣尼崎市 - 兵庫縣神戶市）
- 第二但馬海岸道路（兵庫縣豐岡市 - 兵庫縣香美町）

### 縣道
- 兵庫縣縣道列表

### 神戶市
- 國道174號（兵庫縣神戶港 - 兵庫縣神戶市中央區）
- 六甲北收費道路
- 六甲山隧道
- 市道夢野白川線（舊西神戶收費道路）
- 山麓繞道
- 濱手繞道
- 阪神高速32號新神戶隧道
- 港灣公路
- 神戶大橋
- 摩耶大橋
- 表六甲汽車道
- 裏六甲汽車道
- 奧摩耶汽車道
- 有馬街道

### 姬路市
- 姬路西繞道
- 姬路北繞道

### 西宮市
- 西宮北道路

### 豐岡市
- 但馬海岸道路

### 南淡路市
- 渦潮線

## 奈良縣

### 縣道
- 奈良縣縣道列表

### 奈良市
- 奈良奧山汽車道

## 和歌山縣

### 廣域
- E42湯淺禦坊道路（有田IC~禦坊IC）
- E42紀勢自動車道（南紀田邊IC~周參見南IC）
- E42那智勝浦新宮道路（新宮市三輪崎~市屋）
- 高野龍神天際線
- 國道424號（和歌山縣田邊市 - 和歌山縣紀之川市）

### 縣道
- 和歌山縣縣道列表

### 和歌山市
- 紀之川河口大橋

### 那智勝浦町
- 那智山天際線